# Петрашівка (Полтавський район)
Петрашівка —  село в Україні, у Новоселівській сільській громаді Полтавського району Полтавської області. Населення становить 169 осіб. До 2020 орган місцевого самоврядування — Рунівщинська сільська рада.

## Географія
Село Петрашівка знаходиться на правому березі річки Свинківка, вище за течією на відстані 0,5 км розташоване село Фисуни, нижче за течією на відстані 2,5 км розташоване село Рунівщина, на протилежному березі - село Глоби.

## Історія
3 червня 2016 село Улянівка змінило назву на Петрашівка згідно постанови ВРУ про декомунізацію.
12 червня 2020 року, відповідно до розпорядження Кабінету Міністрів України № 721-р «Про визначення адміністративних центрів та затвердження територій територіальних громад Полтавської області», село увійшло до складу Новоселівської сільської громади.
19 липня 2020 року, в результаті адміністративно - територіальної реформи та ліквідації Полтавського району(1925-2020), село увійшло до складу новоутвореного Полтавського району.